# 1661 Granule
1661 Granule è un asteroide della fascia principale. Scoperto nel 1916, presenta un'orbita caratterizzata da un semiasse maggiore pari a 2,1838182 UA e da un'eccentricità di 0,0908099, inclinata di 3,03269° rispetto all'eclittica.
L'asteroide ha questo nome in onore di Edward A. Gall, famoso patologo statunitense, per commemorare la sua scoperta dei granuli di Gall, una caratteristica dei linfociti.